# Microhoria loebli
Microhoria loebli es una especie de coleóptero de la familia Anthicidae.

## Distribución geográfica
Habita en Pakistán.